# شهرداری کبولتی
شهرداری کبولتی (گرجی: ქობულეთის მუნიციპალიტეტი) یکی از شهرداری‌های گرجستان در جمهوری خودگردان آجارستان است. مرکز اداری آن کبولتی است.
جمعیت: ۱۰۴۰۱۳ نفر
مساحت: ۷۲۰ کیلومتر مربع